# Borgerløn
Borgerløn eller basisindkomst er en indkomst, der gives ubetinget til alle borgere og personer med varigt ophold i et land. Uden behovsprøvning, krav, betingelser eller arbejdspligt. Indkomsten er af en sådan størrelse, at det er muligt af leve af den om end på et beskedent niveau.

## Historisk
Idéen om en basisindkomst for alle er gammel og kan føres helt tilbage til det 16. århundrede (Thomas More og Juan Luis Vives). Efter 2. verdenskrig er ideen blev støttet og foreslået i meget forskellige udformninger af hele 7 nobelpristagere i økonomi (Milton Friedman, James Meade, Paul Samuelson, Herbert Simon, Robert Solow, Jan Tinbergen og James Tobin). Filosofferne Bertrand Russel, Jürgen Habermas, Erich Fromm, Claus Offe og den franske social-filosof André Gorz er også vigtige i denne bevægelse. Martin Luther King var også blandt fortalerne for borgerløn. I 1969 var USA's dæværende præsident Richard Nixon tæt på at få vedtaget sin lov om borgerløn. Den græske professor i økonomi og tidligere minister Yanis Varoufakis er også tilhænger af borgerløn.
1986 dannedes et internationalt forsknings- og bevægelsesnetværk for gennemførelse af en borgerløn – BIEN (Basic Income European Network), i 2004 med det nye navn Basic Income Earth Network.

### Øget interesse for borgerløn
Frygt for teknologisk ledighed ser ud til at øge interessen for borgerløn.
På grund af Coronavirus og de mange nedlukninger, denne virus har skabt, er der opstået øget interesse for borgerløn.

### Danmark
I Danmark blev begrebet borgerløn især kendt med bogen ”Oprør fra midten” (1978), og her blev en borgerlønsbevægelse, der er en del af BIEN, dannet i år 2000. I 2017 var Saxo Banks cheføkonom, Steen Jakobsen, tilhænger af at indføre borgerløn i Danmark.
Både Nye Borgerlige og Alternativet ønsker at indføre borgerløn. Frie Grønne vil også indføre borgerløn.

### Andre lande
Finland gennemførte et eksperiment med borgerløn i 2017 - 2018, hvor 2.000 borgere indgik sammen med en kontrolgruppe. I Schweiz blev der afholdt en folkeafstemning om borgerløn i 2016, hvor 77 % af dem, der stemte, afviste ideen.

## Borgerløn vs. andre typer overførselsindkomst
Borgerlønnen adskiller sig fra andre typer af overførselsindkomster ved at den bliver udbetalt:
- til alle individer,[31] hverken til husholdninger eller familier.
- uafhængig af anden indkomst og formue.[32]
- uden en arbejds- eller aktiveringspligt.[33] Borgerløn kan konkret udformes på forskellige måder. Den kan tage form af en løbende statslig tildelt basisindkomst, som en grundkapital (social dividende) eller som en negativ indkomstskat.[34]

## Argumenter

### Imod
Argumenterne fra modstanderne af en borgerløn/basisindkomst er:
- Borgerløns indførelse vil føre til høje skatteprocenter.[35]
- Hvis borgerløn bliver indført, kan en sådan garanteret indkomst medføre, at færre vil påtage sig et arbejde. Konsekvensen kan så blive, at mange (trivielle) jobs ikke bliver udført.[36]

### For
Borgerløn/basisindkomst er ikke en ny type overførselsindkomst for bestemte personer eller grupper i samfundet, men anses af fortalerne for en radikal reform af velfærdssamfundet, fordi den indeholder et princip om grundlæggende økonomisk tryghed for alle uanset stilling og adfærd, som vil betyde en styrkelse af individets frihed og uafhængighed både i forhold til arbejdsmarkedet, staten og det civile samfund.
- Borgerløn/basisindkomst vil skabe større fleksibilitet og frihed på arbejdsmarkedet og medvirke til at fordele lønarbejdet bedre. Den såkaldte ”fattigdomsfælde”, dvs. det forhold, at mindstelønnen er lavere end dagpengesatsen, vil ikke længere udgøre noget problem, da det, man tjener, ikke vil blive modregnet i borgerlønnen/basisindkomsten.
- Borgerløn/basisindkomst vil sikre den enkelte et eksistensminimum med mindre bureaukrati,[38] ”kassetænkning” og klientgørelse. Den vil derved frisætte borgerne fra tvungen deltagelse i aktivering, uddannelse og jobtræning.
- Borgerløn/basisindkomst vil styrke det civile samfund, fordi den vil give mere frihed[39] til helt eller delvist at fravælge betalt arbejde. Den vil skabe større rum for familien, for kunstnerisk aktivitet, for omsorgs- og miljøarbejde i lokalsamfund[40] og for den generelle deltagelse i demokratiet.

#### Borgerløn er næppe grundlovsstridig
Det ser ud til at være et uafklaret spørgsmål, om borgerløn strider mod Danmarks Riges Grundlov § 75, stk. 2, men det er formentligt overladt til den lovgivende magt at afgøre spørgsmålet.

## Tilhængere af borgerløn i 2010'erne og 2020'erne

### Danmark
Alternativet og partiets MF Torsten Gejl ønsker borgerløn. Ligeså har Nye Borgerlige talt om at indføre borgerløn. Frie Grønne vil også indføre borgerløn.

### UK
I september 2020 har premierministeren, den konservative Boris Johnson, talt for at indføre en universel borgerløn.

#### Skotland
Den skotske førstminister, Nicola Sturgeon, er klar til at indføre borgerløn.

### USA
Andrew Yang, som forsøgte at blive det Demokratiske Partis præsidentkandidat ved det kommende præsidentvalg, der skal afholdes i november 2020. Yang ønskede at indføre en universel basal indkomst til hver af USA's indbyggere, hvis han skulle blive præsident. Dette lykkedes midlertidigt ikke, og Yang droppede ud af kapløbet d. 11. februar 2020.

#### California
Det demokratiske parti i delstaten støtter indførelse af UBI (borgerløn). Bystyret i Stockton har forsøgt at indføre borgerløn.

### Canada
I anledning af nedlukning, som skyldes Covid-19, har 50 canadiske politikere i maj 2020 opfordret landets Prime Minister til at indføre borgerløn.

### Australien
I december 2020 er flere end 50 pct. af Australiens indbyggere tilhængere af at indføre borgerløn.

### New Zealand
The Opportunities Party (TOP) ønsker borgerløn.

## Borgerløn, eksperimenter og tilhængere i EU-lande
- Finland[57] har forsøgt at indføre borgerløn som eksperiment.[58]
- I 2020[59] forsøger Tyskland[60] at eksperimentere[61] med betingelsesløs grundindkomst[62] på trods af, at forbundsregeringen er imod borgerløn.[63]
- Den franske præsidentkandidat, Benoît Hamon, vil indføre borgerløn til de unge under 25 år.[64]
- Spanien planlægger også borgerløn;[65] Spanien ønsker endda borgerløn i hele EU.[66]
- Italien[67] har ønsket at indføre borgerløn.[68]
- I 2014[69] indførte Grækenland borgerløn[70] som et eksperiment.

## Andre lande som gør erfaring med borgerløn
Asien: Indien og Sydkorea
Afrika: Kenya og Namibia
Andre: Iran og Brasilien